# أسلوب بلاغي
الأسلوب البلاغي (الأسلوب الإقناعي) هو أسلوب يستخدمه المؤلف أو المتحدث لنقل معنى إلى المستمع أو القارئ بهدف إقناعه بالنظر في موضوع ما من منظور، باستخدام لغة مصممة لتشجيع أو إثارة عرض عاطفي لمنظور أو فعل معين. .

## الاجهزة الصوتية
تعتمد الأجهزة الصوتية على الصوت. تُستخدم البلاغة الصوتية كطريقة أوضح أو أسرع لتوصيل المحتوى بطريقة مفهومة. تقوم البلاغة الصوتية بتوصيل الرسائل إلى القارئ أو المستمع من خلال إثارة رد فعل معين من خلال الإدراك السمعي.

## التكرار
التكرار هو تكرار صوت الحرف الساكن الأولي أو مجموعة الحروف الساكنة في المقاطع اللاحقة.

## التجانس
التجانس هو تكرار أصوات الحروف المتحركة المتشابهة عبر الكلمات المجاورة.

## الانسجام
الانسجام هو تكرار الأصوات الساكنة في الكلمات والتي تم اختيارها عمداً. وهو يختلف عن التكرار حيث أنه يمكن أن يحدث في أي مكان في الكلمة، وليس فقط في البداية.

## الصخب
يشير مصطلح الكاكوفونيا إلى استخدام الأصوات غير الممتعة، مثل الحروف الساكنة الانفجارية k و g و t و d و p و b ، والأصوات الصفير sh و s ، وكذلك الحروف المتداخلة ch و j ، في تتابع سريع في سطر أو مقطع، مما يخلق تأثيرًا قاسيًا ومتنافرًا.

## المحاكاة الصوتية
المحاكاة الصوتية هي استخدام الكلمات التي تحاول محاكاة الصوت. عندما يتم استخدامه عاميًا، فإنه غالبًا ما يكون مصحوبًا بعلامات تعجب متعددة وبالأحرف الكبيرة. وهو شائع في القصص المصورة وبعض الرسوم المتحركة.

## تكرار الكلمات
تعمل الأساليب البلاغية التكرارية للكلمات من خلال تكرار الكلمات أو العبارات بطرق مختلفة، وعادةً ما يكون ذلك للتأكيد.

## التكاثر الانتقائي/التكاثر الانتقائي
يتضمن التكرار التكراري تكرار الكلمة (الكلمات) الأخيرة من جملة أو عبارة أو جملة في بداية الجملة التالية أو بالقرب منها.